# Johann Paul von Westhoff

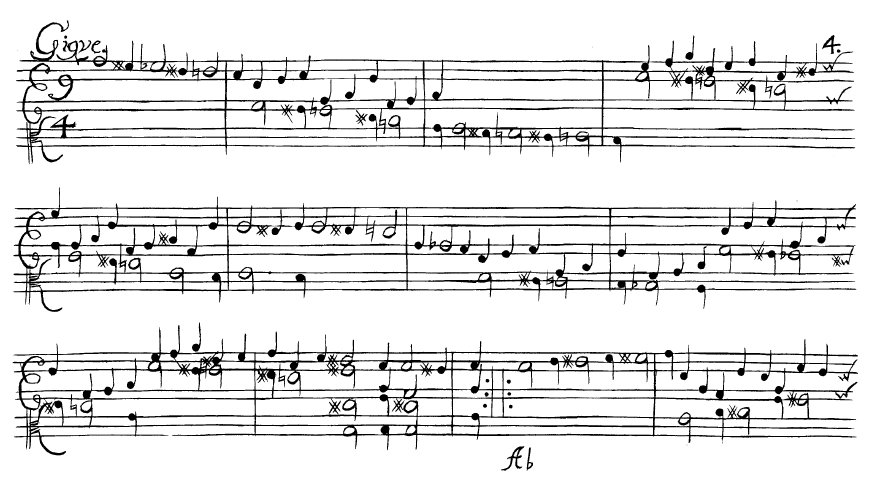
Westhoff: Gigue

Johann Paul von Westhoff (* 1656 in Dresden; begraben 17. April 1705 in Weimar) war ein deutscher Komponist und Violinist.

## Leben
Johann Paul von Westhoff war Sohn des ursprünglich aus Lübeck stammenden Rittmeisters, Lautenisten und kurfürstlich sächsischen Posaunisten Friedrich von Westhoff. Wegen seiner besonderen Sprachbegabung wurde Westhoff 1671 Informator der sächsischen Prinzen. Drei Jahre später wurde er bei einem Gehalt von 400 Gulden in die Dresdner Hofkapelle aufgenommen. Ab dem gleichen Jahr war er Sprachlehrer der sächsischen Prinzen Johann Georg und Friedrich August für Italienisch, Französisch und Spanisch. Reisen führten ihn 1679 nach Schweden und ins Baltikum. Als Fähnrich der Leibgarde des Generals Graf von Schulz beteiligte er sich 1680 an der Bekämpfung des Kuruzenaufstands unter Emmerich Thököly. Auf Geheiß des Churfürsten quittierte Westhoff noch im gleichen Jahr seinen Dienst. Zwischen 1684 und 1697 unternahm er mehrere Kunstreisen die ihn nach Italien, Frankreich, Nieder-Deutschland, die südlichen Niederlande (Brabant und Flandern) und England führten. 1682 spielte er in Paris vor dem französischen König Ludwig XIV., hier erschienen zwei seiner Sonaten, die im Mercure Galant veröffentlicht wurden. In Wien verlieh ihm der Kaiser für seine musikalischen Verdienste eine goldene Gnadenkette. Zu den Reisen schrieb Johann Gottfried Walther:

„... woselbst er nicht nur mit den berühmtesten gelehrtesten Leuten und Virtuosen bekannt, sondern auch so gar mit dem Groß-Herzoge von Florenz, und Könige in Frankreich mit ansehnlichen Präsenten begnadigt worden, auch hernach an 1684 am Kayserl. Hofe geschehen, alswo man ihm eine güldene Kette anhängen lassen.“

Nachdem August der Starke zum Katholizismus übergetreten war, unterrichtete Westhoff neuere Sprachen an der Universität Wittenberg. 1699 kam er als Kammersekretär, Kammermusikus und als Sprachmeister für Französisch und Italienisch an den Hof von Weimar.

## Werke
Westhoff zählte zu Lebzeiten mit Heinrich Ignaz Franz Biber und Johann Jakob Walther zu den führenden Violinisten im deutschen Sprachraum. Sein Stil ist durch den des etwas älteren Walther beeinflusst, mit dem er mehrere Jahre in der Dresdner Hofkapelle wirkte.
Es sind vier seiner Sammlungen überliefert:
- Erstes Dutzend Allemanden, Couranten, Sarabanden und Giguen (Dresden 1682) ist verschollen.
- Bei den im Mercure galant veröffentlichten handelt es sich um eine Sonata für Violine und Basso continuo (Dezember 1682) und eine fünfsätzige Suite pour le violon seul sans basse (Januar 1683).
- 1694 erschien in Dresden eine Sammlung von sechs Sonaten für Violine und Basso continuo
- 1696 ebenfalls in Dresden eine solche von sechs Suiten für Violine solo. Insbesondere in den Suiten werden die bis dahin geltenden Grenzen für das mehrstimmige Spiel auf der Violine ausgelotet. Da Westhoff als Konzertmeister[2] während mehrerer Jahre wie Johann Sebastian Bach am Hof von Sachsen-Weimar tätig war und dieser folglich Westhoffs Werk kennen musste, gelten die Suiten für Violine ohne Bass von 1696 als wichtige Vorläufer der gleichartigen Sonaten und Partiten Bachs.[3][2][4]